# Sava Ranđelović
Sava Ranđelović (szerb cirill átírással: Сава Ранђеловић) (Niš, 1993. július 17. –) olimpiai bajnok (2016, 2020), világbajnok (2015) és Európa-bajnok (2014) szerb vízilabdázó.
2020 májusában a Vasas SC játékosa lett.

## Sikerei, díjai
- LEN-Európa-kupa-győztes[2]
- Magyar bajnokság: ezüstérmes (2024, 2025)